# Шлёцеры
Шлёцеры (нем. Schlözer) — дворянский род.

## Происхождение и история рода
Потомство Августа-Людвига Шлецера (1735—1809) — профессора истории Российской АН, жалованного дипломом на потомственное дворянское достоинство, по ордену св. Владимира IV степени.

## Известные представители
- Шлёцер, Август Людвиг (1735—1809) — историк, публицист и статистик.
  - Родде-Шлёцер, Доротея фон (1770—1825) — первая в Германии женщина — доктор философии, дочь Августа Людвига Шлёцера
  - Шлёцер, Христиан Августович фон (1774—1831) — юрист, экономист, сын Августа Людвига Шлёцера
  - Шлёцер, Карл фон (1780—1859) — русский консул в Любеке, сын Августа Людвига Шлёцера
    - Шлёцер, Курд фон (1822—1894) — немецкий дипломат, историк, сын Карла фон Шлёцера
- Шлёцер, Павел Юльевич (1840—1898) — пианист, педагог, профессор Московской консерватории, потомок Августа Людвига Шлёцера
- Шлёцер, Фёдор Юльевич (1842—1906) — юрист, брат П. Ю. Шлёцера
  - Шлёцер, Борис де (Борис Фёдорович Шлёцер; 1881—1969) — русский и французский писатель, литературный и музыкальный критик, сын Ф. Ю. Шлёцера
  - Шлёцер, Татьяна Фёдоровна (1883—1922) — гражданская жена А. Н. Скрябина, дочь Ф. Ю. Шлёцера
    - Скрябина, Ариадна Александровна (1905—1944; при рождении Шлёцер) — русская поэтесса, участница французского Сопротивления, дочь А. Н. Скрябина и Т. Ф. Шлёцер
    - Скрябин, Юлиан Александрович (1908—1919; при рождении Шлёцер) — рано умерший сын А. Н. Скрябина и Т. Ф. Шлёцер, пианист и композитор
    - Скрябина, Марина Александровна (1911—1998; при рождении Шлёцер) — французский музыковед и композитор, младшая дочь А. Н. Скрябина и Т. Ф. Шлёцер

## Описание герба
Щит поделён на четыре части и ещё раз диагонально слева направо. В первой в голубом поле золотой крест с широкими концами. Вторая часть диагонально разрезана на красное и золотое поля. В красном поле золотая дворянская корона, внизу в золотом поле — чёрное орлиное крыло. Третья часть диагонально разрезана на золотое и красное поля. В золотой верхней части изображение Нестора-летописца. В нижнем красном поле серебряная раскрытая книга с надписью чёрным «Нестор». В четвёртой части в золотом поле горизонтально чёрный пояс, на нём в ряд три серебряные шестиконечные звезды.
Над щитом дворянский коронованный шлем с тремя страусовыми перьями. Намёт красный и голубой, подложен золотом. Девиз: ЛЕТА ВЕЧНАЯ ПОМЯНУХ, чёрным по серебру.
По Лакиеру, «каждый род службы и каждое занятие могут оставлять в гербах свои отличительные приметы, например, … образ преподобного Нестора в гербе Шлецера, объяснившего русские летописи».